# Feketefejű szövőmadár

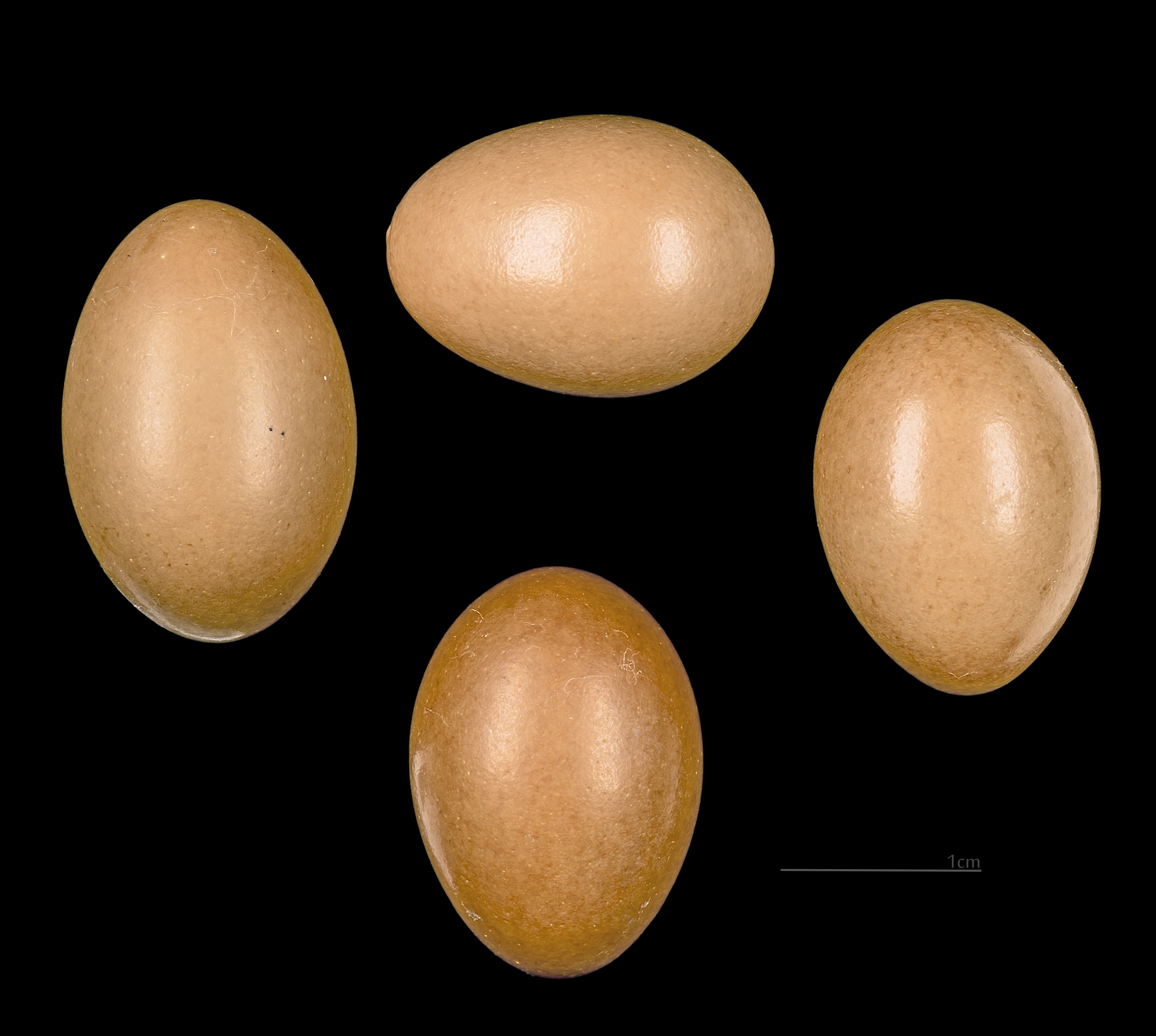
Ploceus melanocephalus

A feketefejű szövőmadár (Ploceus melanocephalus) a madarak osztályának a verébalakúak (Passeriformes) rendjéhez, ezen belül a szövőmadárfélék (Ploceidae) családjához tartozó faj.

## Előfordulása
Benin, Bissau-Guinea, Burkina Faso, Burundi, Csád, Dél-Szudán,  Kamerun, a Közép-afrikai Köztársaság, a Kongói Demokratikus Köztársaság, a Kongói Köztársaság, Eritrea, Etiópia, Gambia, Ghána, Guinea, Kenya, Mali, Mauritánia, Niger, Nigéria, Ruanda, Szenegál, Szudán, Tanzánia,  Togo, Uganda és Zambia területén honos.